# Isatou Ceesay
Pour les articles homonymes, voir Ceesay.
 (septembre 2021).
Isatou Ceesay est une militante et entrepreneuse gambienne née en 1972. Elle est connue pour son travail dans le domaine du recyclage et de la protection de l'environnement.

## Biographie
Isatou Ceesay naît et grandit à Njau dans la région de Central River au nord de la Gambie, dans une famille de réfugiés malienne. Son père meurt durant son adolescence et sa mère doit travailler dur pour nourrir et payer l'éducation de ses enfants.
Sensible à la protection de l'environnement depuis son enfance, durant laquelle elle écoute sa mère se plaindre de la diminution des réserves de bois et des chèvres qui mangent du plastique, et désireuse d'agir, elle découvre l'organisation Corps de la paix, grâce à laquelle elle se forme au recyclage.
Ceesay crée ensuite l'association Women’s Initiative Gambia (Initiative des femmes de Gambie) qui vise à l'empouvoirement des femmes et des jeunes en Gambie via la préservation de l'environnement. Ceesay parcourt la Gambie pour sensibiliser, former et organiser les femmes en coopérative afin de générer des activités économiques liées au recyclage. Plus tard, elle travaille avec les communautés et les autorités à la reforestation, ainsi qu'à la fabrication de briquettes de combustibles à base d'ordure pour remplacer la coupe d'arbres.